# Paragorgopis clathrata
Paragorgopis clathrata är en tvåvingeart som beskrevs av Friedrich Georg Hendel 1909. Paragorgopis clathrata ingår i släktet Paragorgopis och familjen fläckflugor. Inga underarter finns listade i Catalogue of Life.